# 凯泽家族基金会
凯泽家族基金会（英語：Kaiser Family Foundation，簡稱KFF）是一个美国非营利组织，总部设在加利福尼亚州旧金山。該基金會比較關心美國所面临的重大医疗保健问题以及美国在全球卫生政策中的作用。該基金會自稱是一个无党派的事实和分析、民意调查和新闻报道的来源，为决策者、媒体、医疗界和公众提供信息。